# Hartmannův generátor
Hartmannův generátor je výkonný zdroj ultrazvuku, využívající energie stlačeného vzduchu nebo jiného plynu. Z mnoha různých zdrojů ultrazvuku před nástupem elektroniky dosáhl jako jeden z mála většího rozšíření
Vzduch o přetlaku alespoň 0,9 baru unikající z vhodně tvarované hubice může dosáhnout rychlosti zvuku. Na rozhraní tohoto proudu vznikají prudké turbulence. Ty je možné přidáním vhodné hrany a rezonátoru využít a zesílit.
Hartmannův generátor je složen z dýzy, která fouká stlačený vzduch nadzvukovou rychlostí přímo do protilehlé rezonanční dutiny.
Hartmann dokázal touto čistě mechanickou cestou generovat kmitočty až 132 kHz za použití vzduchu nebo až 500 kHz při použití vodíku.
Pro malé výkony se ale už před 2. světovou válkou začalo používat principů elektrostrikce a především piezoelektrického jevu.
Je pojmenován po Lotharu Hartmannovi